# Zucca

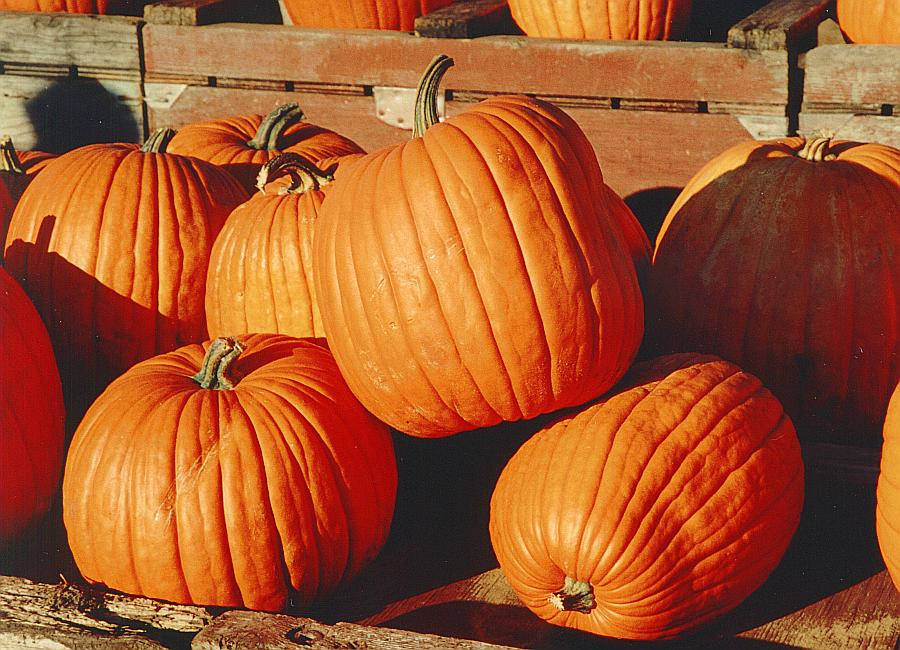
Zucche

Con il termine zucca vengono identificati i frutti di diverse piante cultivar appartenenti alla famiglia delle Cucurbitaceae, in particolare alcune specie del genere Cucurbita (Cucurbita maxima, Cucurbita pepo e Cucurbita moschata) ma anche specie appartenenti ad altri generi come ad esempio la zucca a fiasco. Sono di forma rotonda, con una buccia liscia, leggermente nervata, e il più delle volte di colore da giallo intenso ad arancione. Il guscio generalmente contiene i semi e la polpa.
Le zucche sono ampiamente coltivate per il cibo, oltre che per scopi estetici e ricreativi. La torta di zucca, ad esempio, è una parte tradizionale dei pasti del Ringraziamento in Nord America, e le zucche sono spesso scolpite come lanterne per le decorazioni intorno ad Halloween, sebbene la purea di zucca e i ripieni di torta di zucca sono solitamente realizzati in commercio con varietà di zucca invernale diverse da quelle utilizzate per le lanterne.
Il periodo di raccolta in Italia va da settembre a tutto novembre.

## Storia
La zucca del genere Cucurbita è stata importata in Europa nel XVI secolo dai coloni spagnoli dall'America, dove era già coltivata. Originaria del Nord America (Messico nord-orientale e Stati Uniti meridionali), la zucca è una delle piante domestiche più antiche, essendo stata utilizzata già dal 7.000 al 5.500 a.C. Nel Vecchio Mondo era presente la zucca del genere Lagenaria e la specie Lagenaria siceraria fu utilizzata già dagli egizi, dai greci, dagli etruschi e dai romani.

## Produzione
| I 10 maggiori produttori di zucca nel 2018 | I 10 maggiori produttori di zucca nel 2018 |
| Paese                                      | Produzione (tonnellate)                    |
| ------------------------------------------ | ------------------------------------------ |
| Cina                                       | 8.133.734                                  |
| India                                      | 5.569.809                                  |
| Ucraina                                    | 1.338.000                                  |
| Russia                                     | 1.189.539                                  |
| Messico                                    | 776.073                                    |
| Spagna                                     | 717.645                                    |
| Stati Uniti                                | 683.038                                    |
| Turchia                                    | 616.777                                    |
| Italia                                     | 596.397                                    |
| Malawi                                     | 480.233                                    |

## Usi

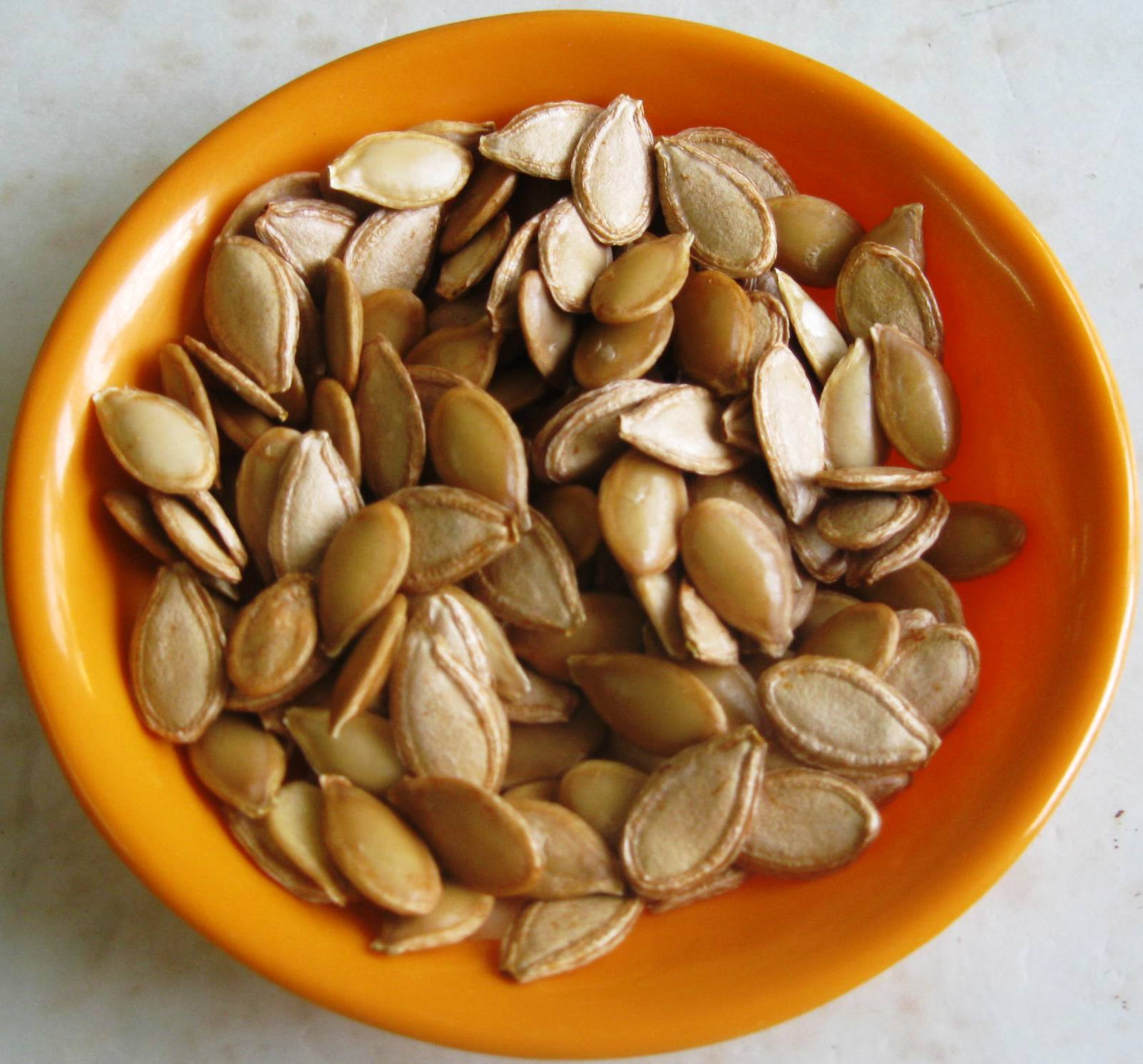
Semi di Zucca (maturati)

La zucca è comunemente usata nella cucina di diverse culture: la polpa di zucca si consuma cotta, i semi si mangiano abbrustoliti e opportunamente salati, crudi sono stati utilizzati per le proprietà vermifughe e tenifughe, inoltre da essi viene estratto un olio commestibile dal gusto delicato. 
La zucca è un frutto che si presta a numerose ricette: si consuma cucinata al forno, al vapore, nel risotto o nelle minestre, fritta nella pastella, alcune si conservano tagliate a fette ed essiccate. Particolarmente famosi sono i tortelli alla mantovana, ripieni appunto dell'omonima varietà di zucca.
Anche della zucca si possono usare i fiori, solamente quelli maschili, quelli cioè con il gambo (peduncolo) sottile, che dopo l'impollinazione sono destinati ad appassire, da friggere, dopo averli impanati, come quelli delle zucchine.

## Alcuni tipi di zucche

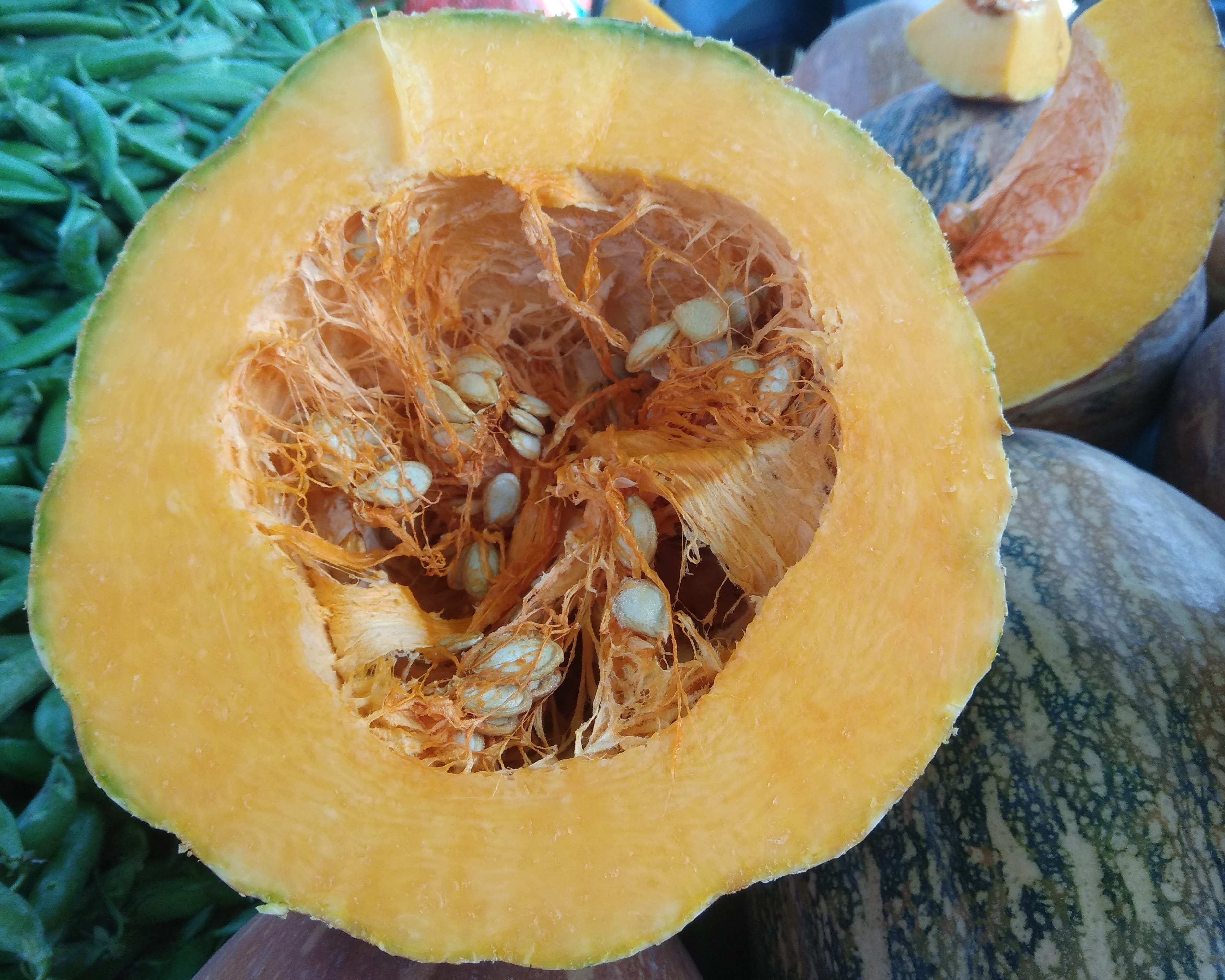
zucca sezionata al centro

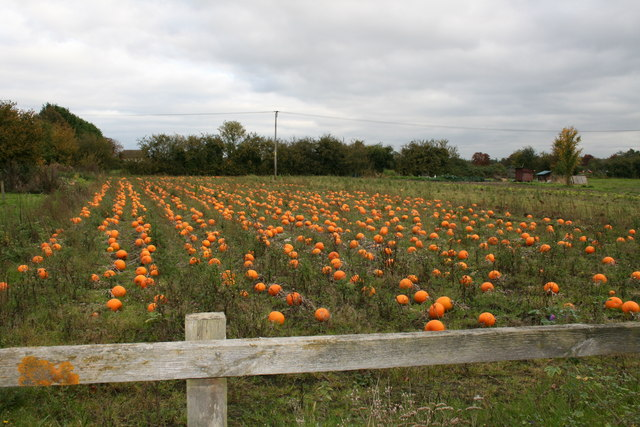
Campo di zucche

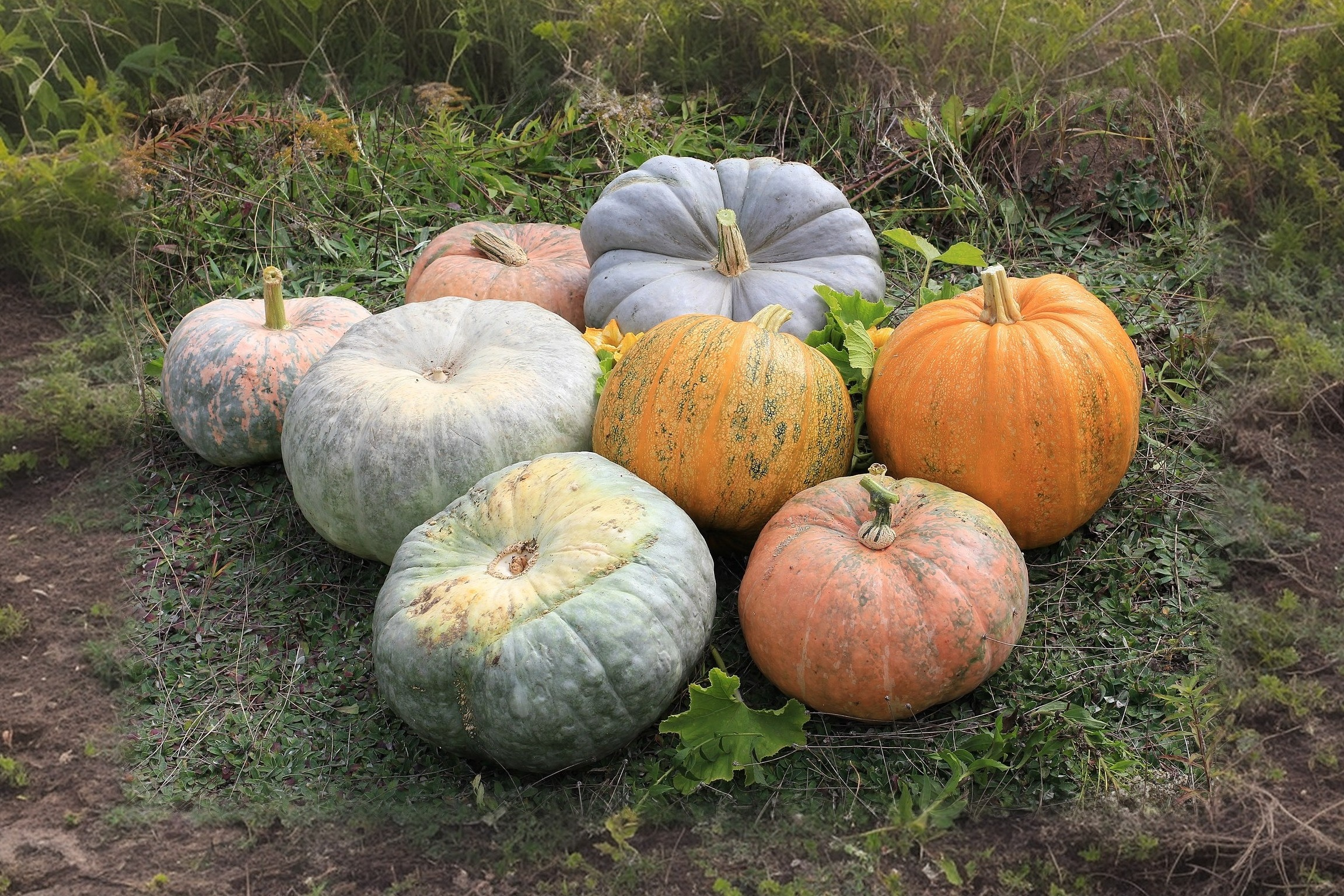
Diversi tipi di zucca

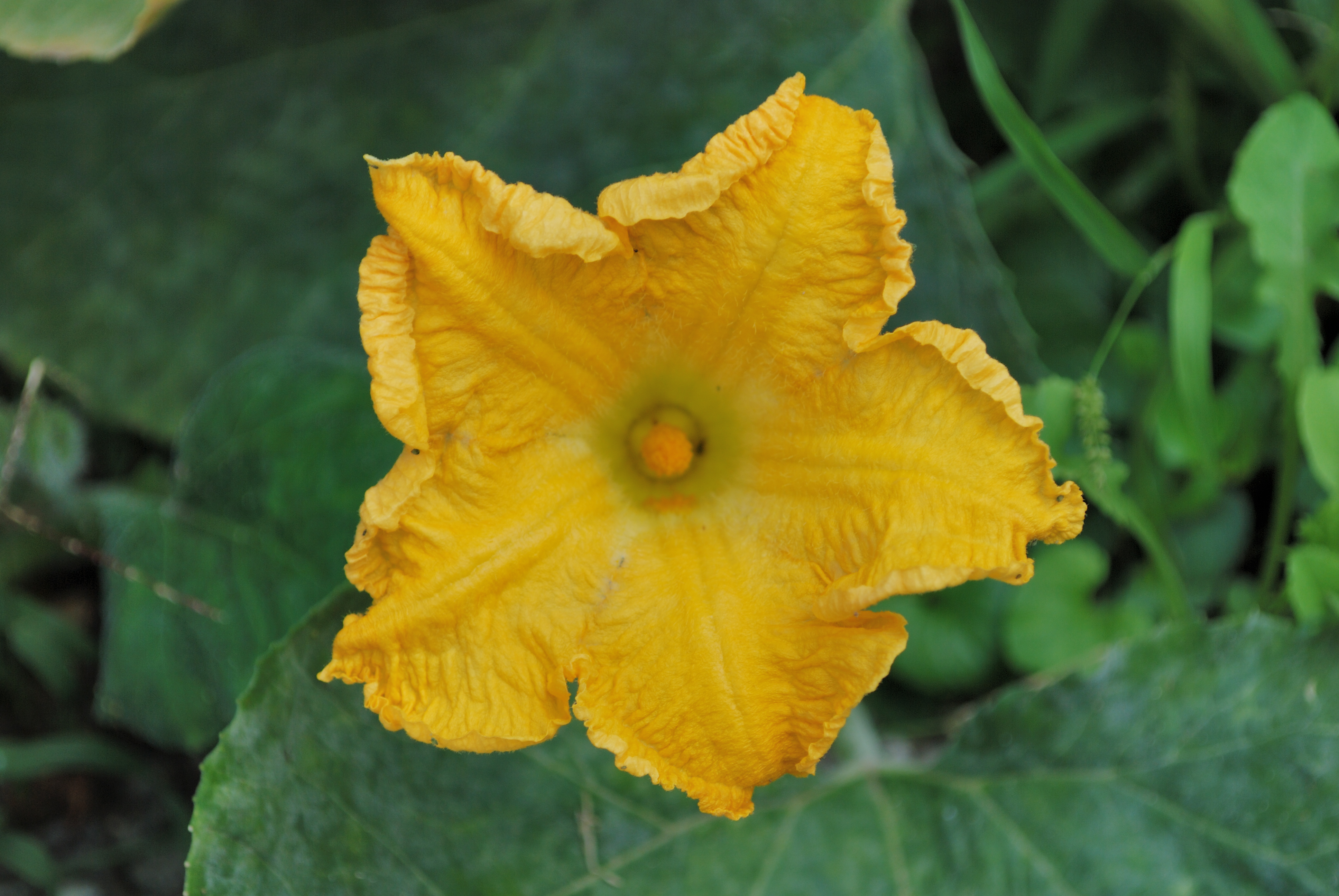
Fiore di zucca

Le specie più usate in cucina in Italia sono, per esempio, Cucurbita maxima, come la Zucca Marina di Chioggia, e Cucurbita moschata, come la Zucca di Napoli.
Altri nomi comuni di zucche:
- Zucca a Casett
- Zucca ad Anfora
- Zucca Hubbard
- Zucca dai sette anni
- Zucca Butternut
- Zucca Delica
- Zucca Flat Stripped
- Zucca Gialla
- Zucca Hokkaido
- Zucca Mammouth
- Zucca mantovana[11]
- Zucca Marina di Chioggia
- Zucca Moscata di Provenza[12]
- Zucca Nest Egg
- Zucca Queensland Blue
- Zucca Quintale
- Zucca della Sicilia
- Zucca Spaghetti
- Zucca Tan Cheese
- Zucchina trombetta d'Albenga
- Zucca Turbante turco
- Zucca Violina

## Cultura
- La zucca è celebre per l'usanza, diffusa in occasione della festa di Halloween, di svuotarla, intagliarla in modo che ricordi un volto umano, e inserire al suo interno una candela o un'altra luce. Il personaggio così ottenuto prende il nome di Jack-o'-lantern. I tipi di zucca solitamente usati per questa creazione sono la Jack-o'-lantern pumpkin variety (Cucurbita pepo), oltre alle Captain Jack, Connecticut field pumpkin, Aspen, Orange Bulldog, Gladiator, Howden Field pumpkin, Kratos Pumpkin, Cronus Pumpkin, secretariat pumpkin variety, Ares Pumpkin, Autumn Gold ed Atlantic Giant.
- Nella versione di Charles Perrault della popolare fiaba Cenerentola, la Fata madrina trasforma una zucca in carrozza, così da permettere a Cenerentola di recarsi al ballo[13]
- Apokolokyntosis, che in greco antico significa "trasformazione in zucca", è una satira menippea contro l'imperatore romano Claudio, opera dello scrittore latino Lucio Anneo Seneca.
- Una leggenda diffusa nei Balcani e associata al popolo Rom racconta che se si abbandona una zucca in un campo in una notte di luna piena, essa si trasforma in vampiro[14].